# Never Never (сингл)
«Never Never» — дебютний сингл американського ню-метал гурту Korn з одинадцятого студійного альбому The Paradigm Shift. Перший окремок після повернення гітариста Браяна «Геда» Велча, який покинув гурт на початку 2005. Пісня є офіційною темою пей-пер-в'ю «Столи, Драбини та Стільці 2013» WWE.

## Передісторія
Прем'єра «Never Never» відбулась 7 серпня 2013 на рок-радіостанції X1039. 16 серпня вона стала приступною для завантаження на Amazon. Джонатан Девіс заявив, що він написав пісню з точки зору жінки, а сингл видали для прихильниць Korn. Офіційне лірик-відео з'явилося на YouTube 13 серпня.

## Відеокліп
Режисер кліпу, зйомки котрого розпочалися невдовзі після релізу: Джованні Буччі. Прем'єра відбулась 6 вересня.

## Список пісень
| Цифрове завантаження | Цифрове завантаження          | Цифрове завантаження |
| #                    | Назва                         | Тривалість           |
| -------------------- | ----------------------------- | -------------------- |
| 1.                   | «Never Never» (Album version) | 3:41                 |

| The Remixes (макси-сингл) | The Remixes (макси-сингл)               | The Remixes (макси-сингл) |
| #                         | Назва                                   | Тривалість                |
| ------------------------- | --------------------------------------- | ------------------------- |
| 1.                        | «Never Never» (Radio version)           | 3:36                      |
| 2.                        | «Never Never» (AWOLNATION remix)        | 3:26                      |
| 3.                        | «Never Never» (Daniel Damico remix)     | 3:26                      |
| 4.                        | «Never Never» (DevilSlug remix)         | 3:16                      |
| 5.                        | «Never Never» (Calvertron remix)        | 5:10                      |
| 6.                        | «Never Never» (Bro Safari x UFO! remix) | 4:09                      |
| 23:03                     |                                         |                           |

## Чартові позиції

### Тижневі чарти
| Чарт (2013-2014)      | Найвища позиція |
| --------------------- | --------------- |
| US Active Rock        | 3               |
| US Heritage Rock      | 3               |
| US Mainstream Rock    | 3               |
| US Rock Digital Songs | 48              |
| US Rock Songs         | 34              |

### Річні чарти
| Чарт (2013)                    | Позиція |
| ------------------------------ | ------- |
| US Hot Rock Songs (Billboard)  | 93      |
| US Mainstream Rock (Billboard) | 31      |

| Чарт (2014)                    | Позиція |
| ------------------------------ | ------- |
| US Mainstream Rock (Billboard) | 44      |